# Podłaźniczka

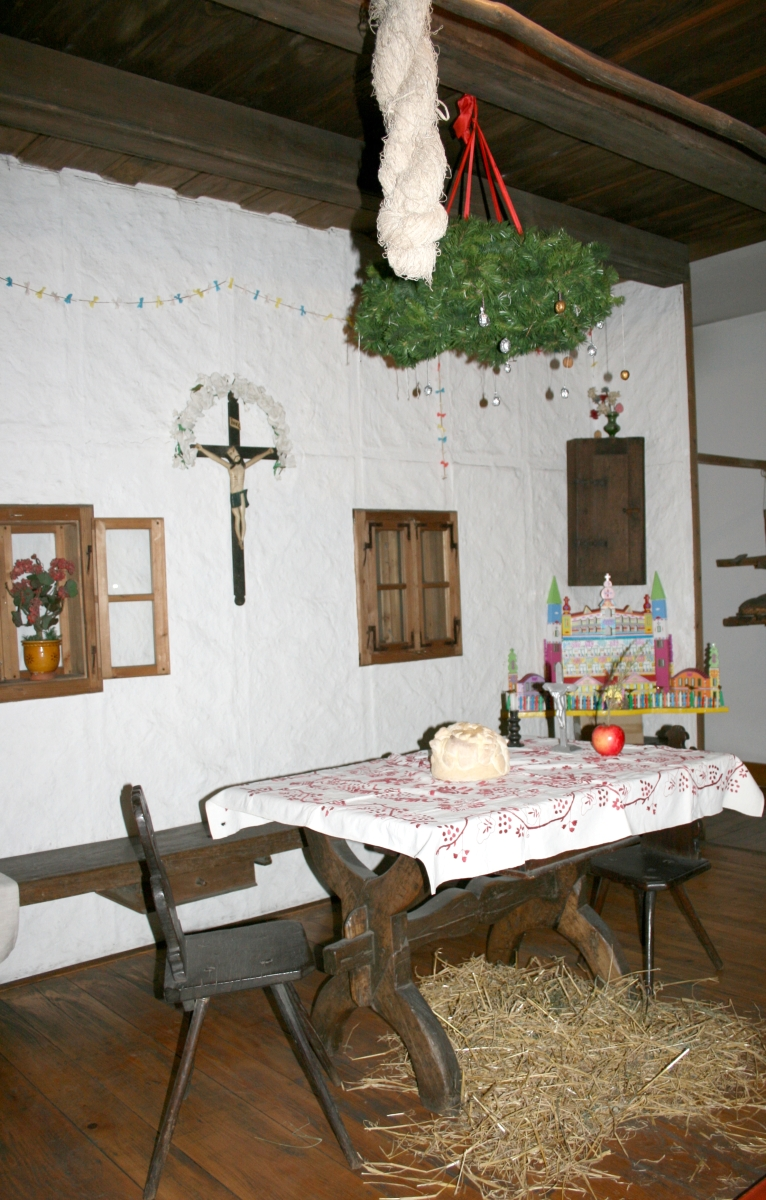
Podłaźniczka wykonana podczas nocy muzeów (Muzeum Etnograficzne w Zagrzebiu)

Podłaźniczka – polska i słowacka ozdoba świąteczna. Na ogół podłaźniczkę robiono z wierzchołka choinki odwróconego do góry nogami, który następnie zostawał przyozdabiany bibułą, cukierkami, jabłkami, orzechami, czy typowo polskimi światami, lub ze słomy. Taką ozdobę wieszano następnie nad stołem wigilijnym, lub w kącie. Podłaźniczka miała zapewniać domownikom szczęście i dobrobyt. Podłaźniczka wywodzi się z tradycji podłazów.
W Serbii na taką gałązkę mówiono, šumka od položenjca, lub polaznikova šumka.

## Historia
Zwyczaj podłaźniczki związany jest ze zwyczajem podłaźnika. Podłaźnikiem był pierwszy gość, gość obrzędowy, który odwiedzał dom w dzień Bożego Narodzenia. Przybycie do domu zdrowego, młodego, szczęśliwego gościa miało przysporzyć szczęście domownikom. Podłaźnik często przynosił ze sobą zielone gałązki, które w Polsce nazywane były właśnie podłaźniczkami. Podobny zwyczaj przynoszenia roślin zimozielonych przez podłaźnika istniał także na Słowacji i w Bułgarii; u Łemków przynoszono do domu didoka, a w Bułgarii, oprócz gałązek, przynoszono także słomę.
Nazwa osoby obrzędowej została przeniesiona na przedmiot związany z tym obrzędem, proces ten jednak rzadko zachodził u Słowian południowych.

## W Polsce

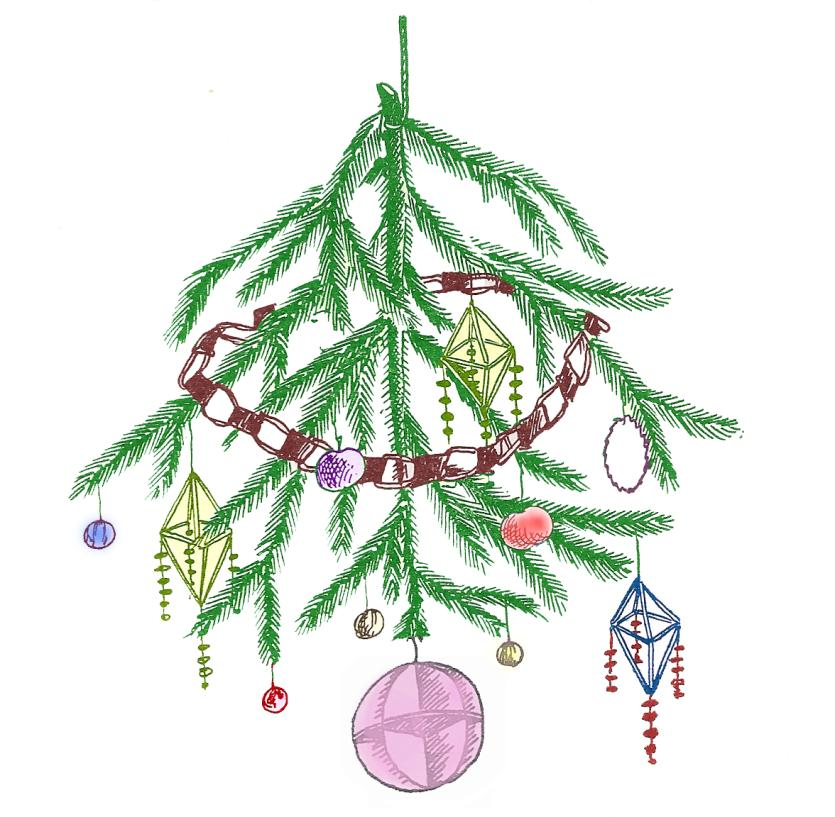
Podłaźnik z ziemi krakowskiej

Na podłaźniczkę mówiono także polaźniczka, polaźnik, podłaźnik, podłaźnica, jutka, sad, sad rajski, boże drzewko, rajskie drzewko, wiecha, gaik.
W Polsce podłaźniczka znana była głównie na Podhalu i na terenie Beskidów. Podłaźniczkę wykonywano na różne sposoby, może nią być choinka, lub wierzchołek choinki odwrócony do góry nogami, gałązka drzewka iglastego, lub obręcz przetaka, do której przyczepiano zielone gałązki. Tak przygotowaną dekorację przywiązywano do belki stropowej, często bezpośrednio nad stołem wigilijnym, lub w świętym kącie. Podłaźniczka uznawana jest za pierwowzór współczesnej choinki w Polsce.
Podłaźniczka miała przynosić domownikom dobrobyt, zapewniać miała ochronę przed chorobami, urokami, a zwierzęta przed wilkami i pomorem.
Podłaźniczki były dodatkowo ozdabiane różnymi dekoracjami, na ogół były to ozdoby własnoręcznie zrobione przez domowników z bibuły, lub kolorowego papieru. Ozdabiano je także tzw. światami, które były łączonymi ze sobą kawałkami opłatka – z takiego opłatka tworzono różnego rodzaju kształty, np. krzyże, słońca, półksiężyce itp.; były one też często barwione. Wykonywano je w dzień wigilii, z czego wzięła się inna nazwa tej ozdoby: wilijki. Czasami świat zostawał samodzielną ozdobą, wtedy także wieszano je pod belką stropową. Podłaźniczki ponadto były ozdabiane także cukierkami, jabłkami, ciastkami, orzechami, czy złoconymi nasionami lnu, a po II wojnie światowej także bombkami. Podobną dekoracją sprzed pojawienia się współczesnej choinki był też słomiany pająk.
Cobyście mieli wszystkiego dości, jak na połaźnicy ości.

## Na Słowacji
Na Słowacji także znano ozdobę nazywaną polazňička – była to słomiana kura (np. rejony górnego Spiszu, gdzie wieszano ją nad stołem wigilijnym), która pod względem symbolicznym odpowiadała zielonej podłaźniczce, drzewko świąteczne, lub gałązka drzewka iglastego przyniesiona przez podłaźnika. Nazywano tak także rytualny chleb bożonarodzeniowy. Na pograniczu słowacko-morawskim podłaźniczka była nazywana szczęściem, co wiąże się z polskim wierzeniem, że podłaźniczka przynosi szczęście.

## Galeria

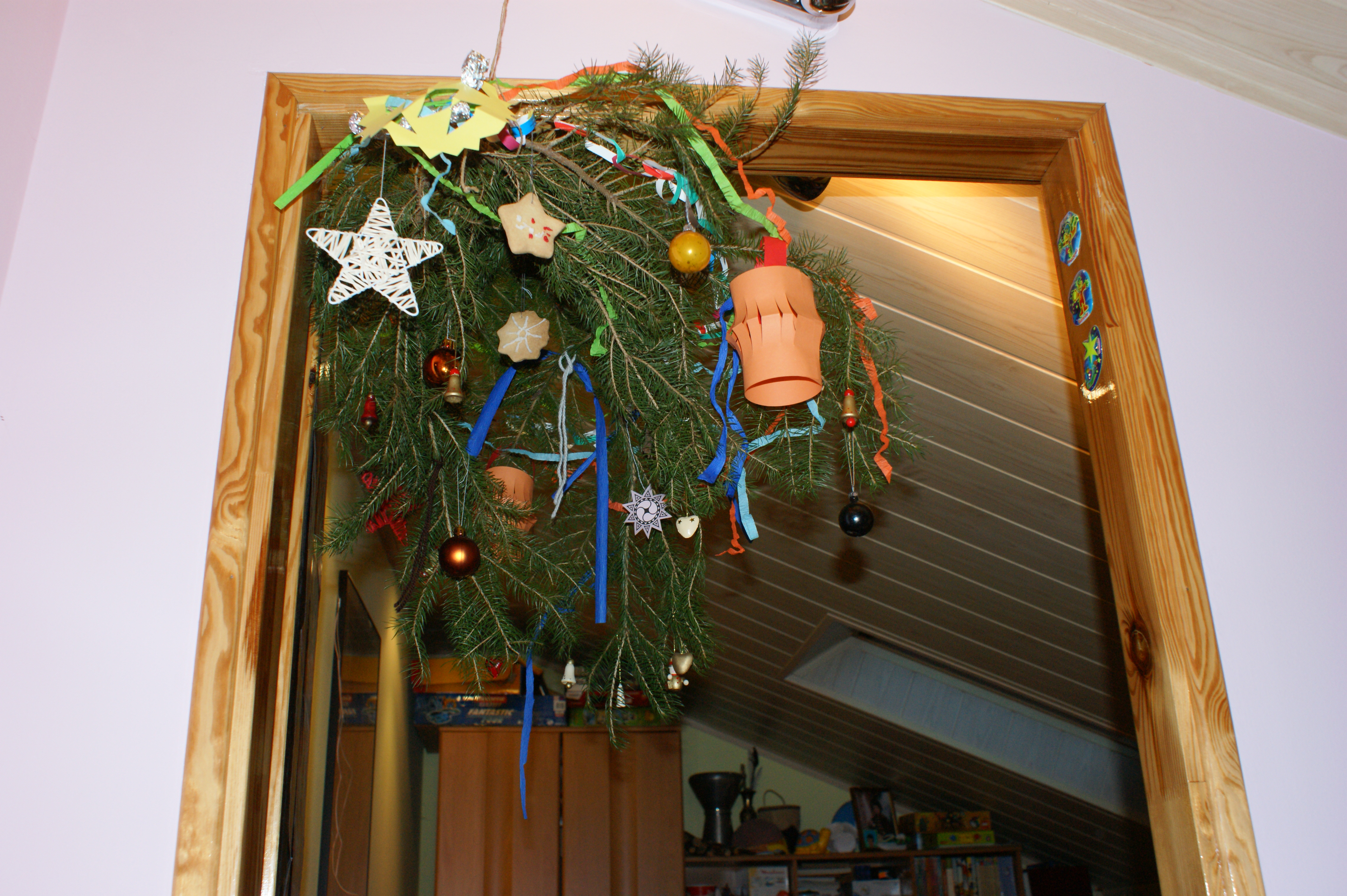
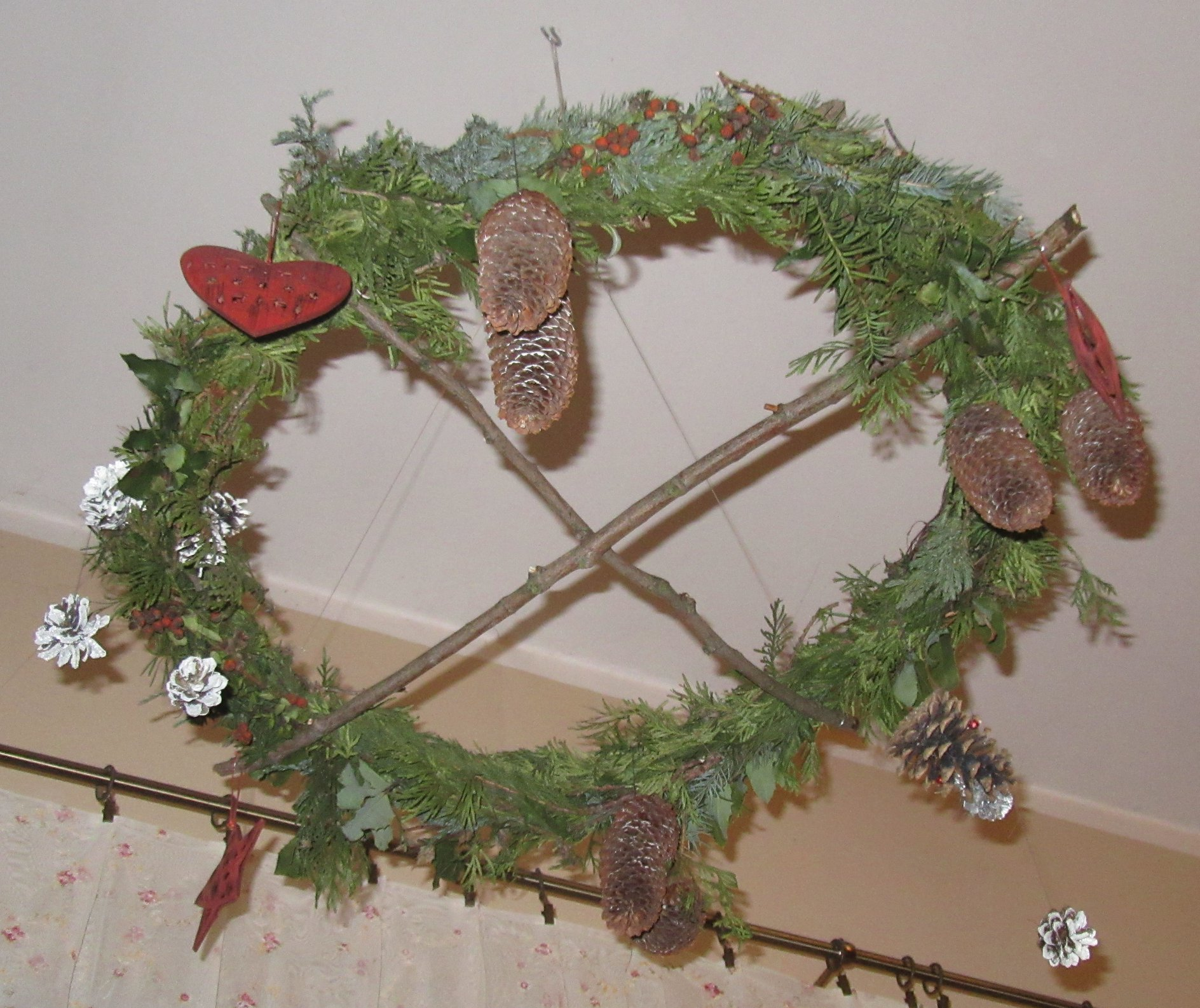
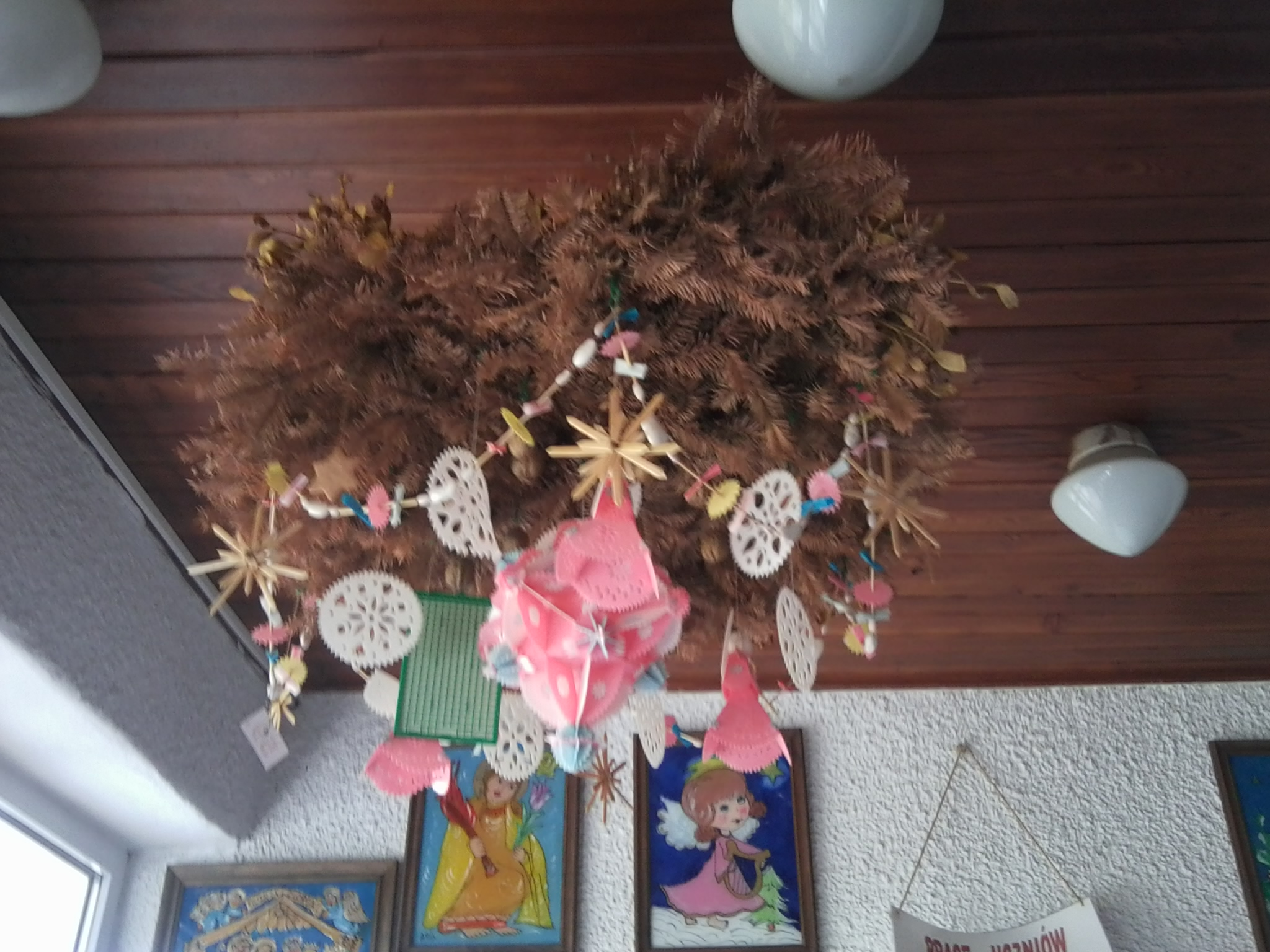
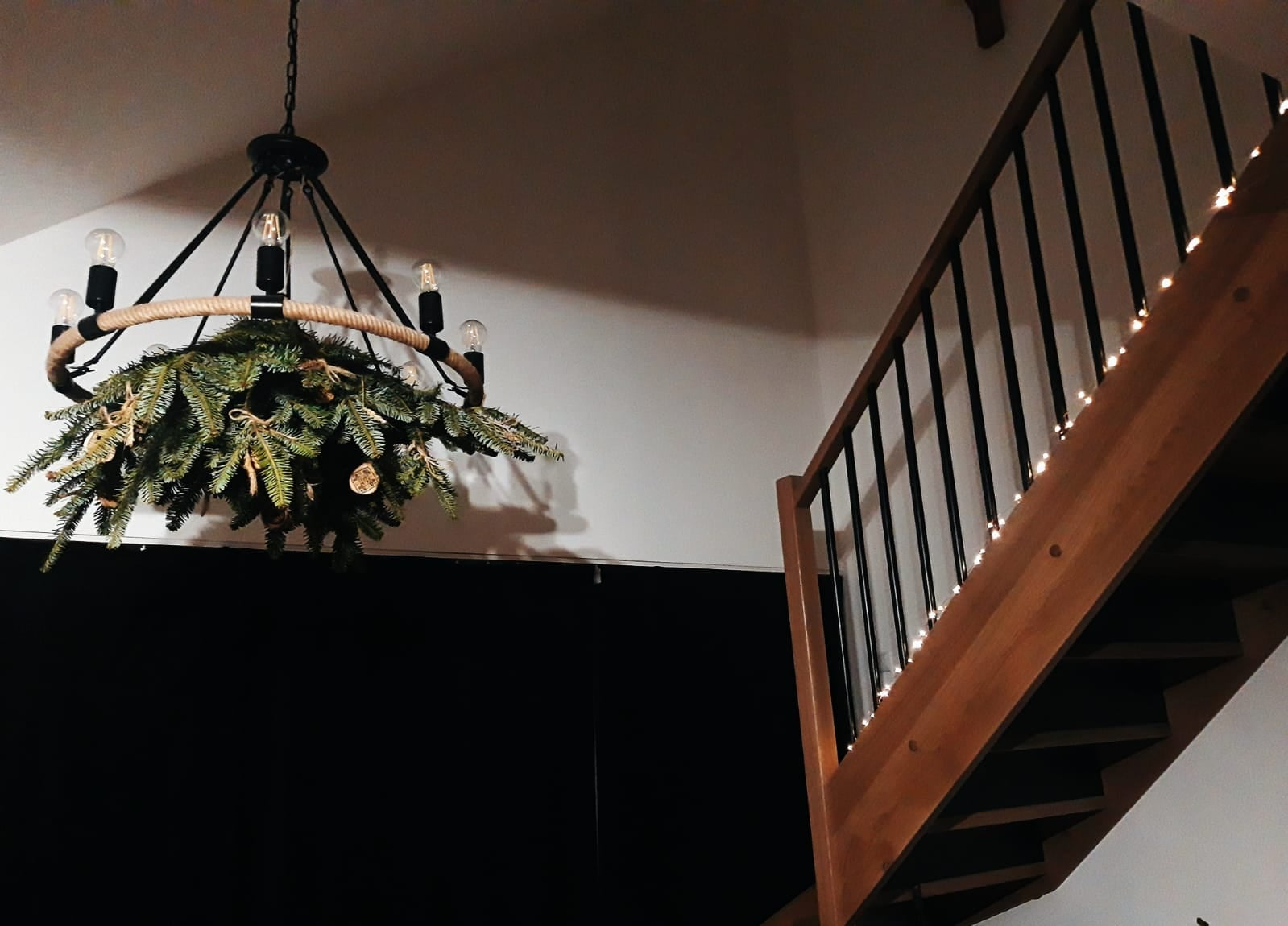
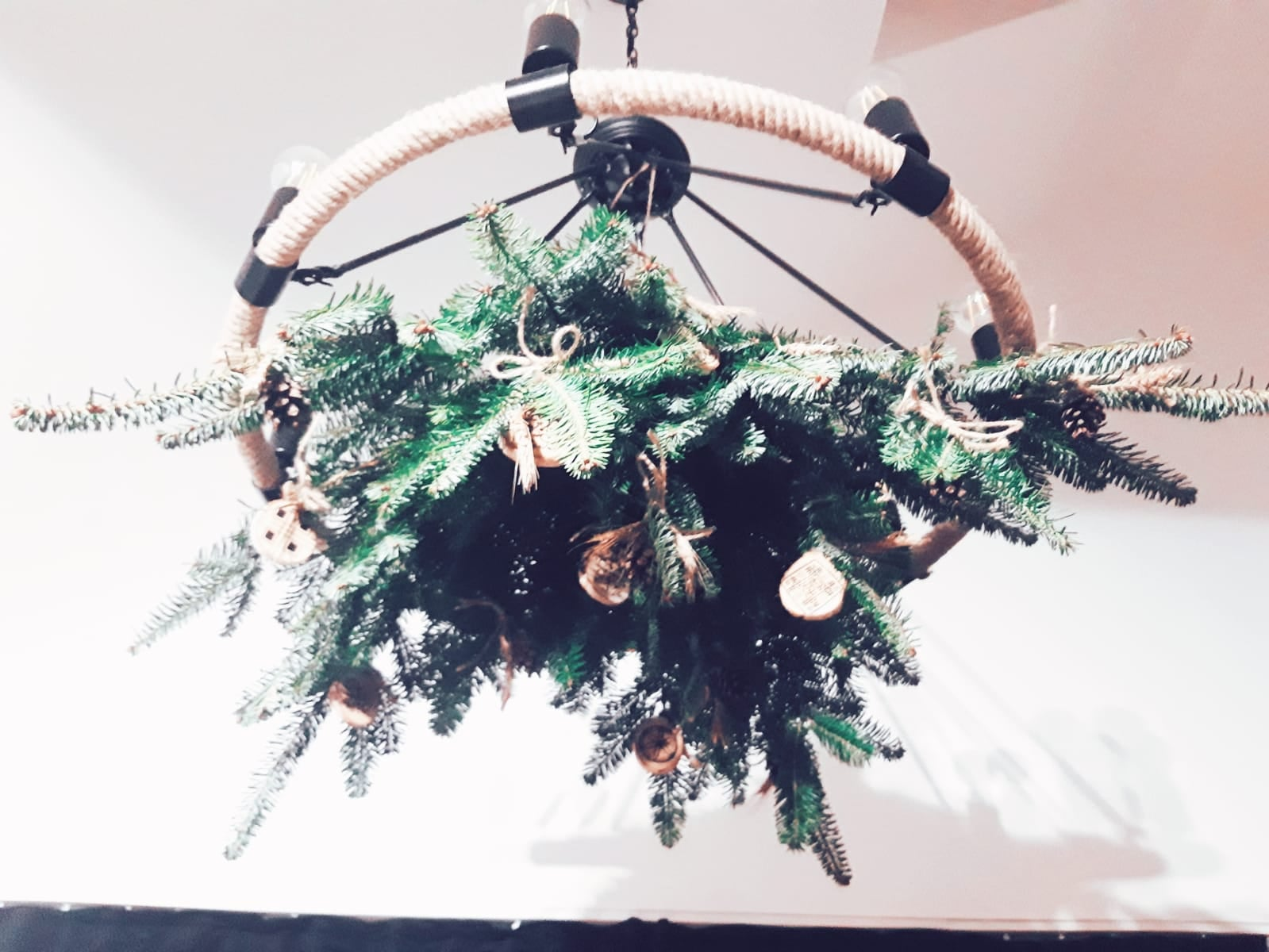
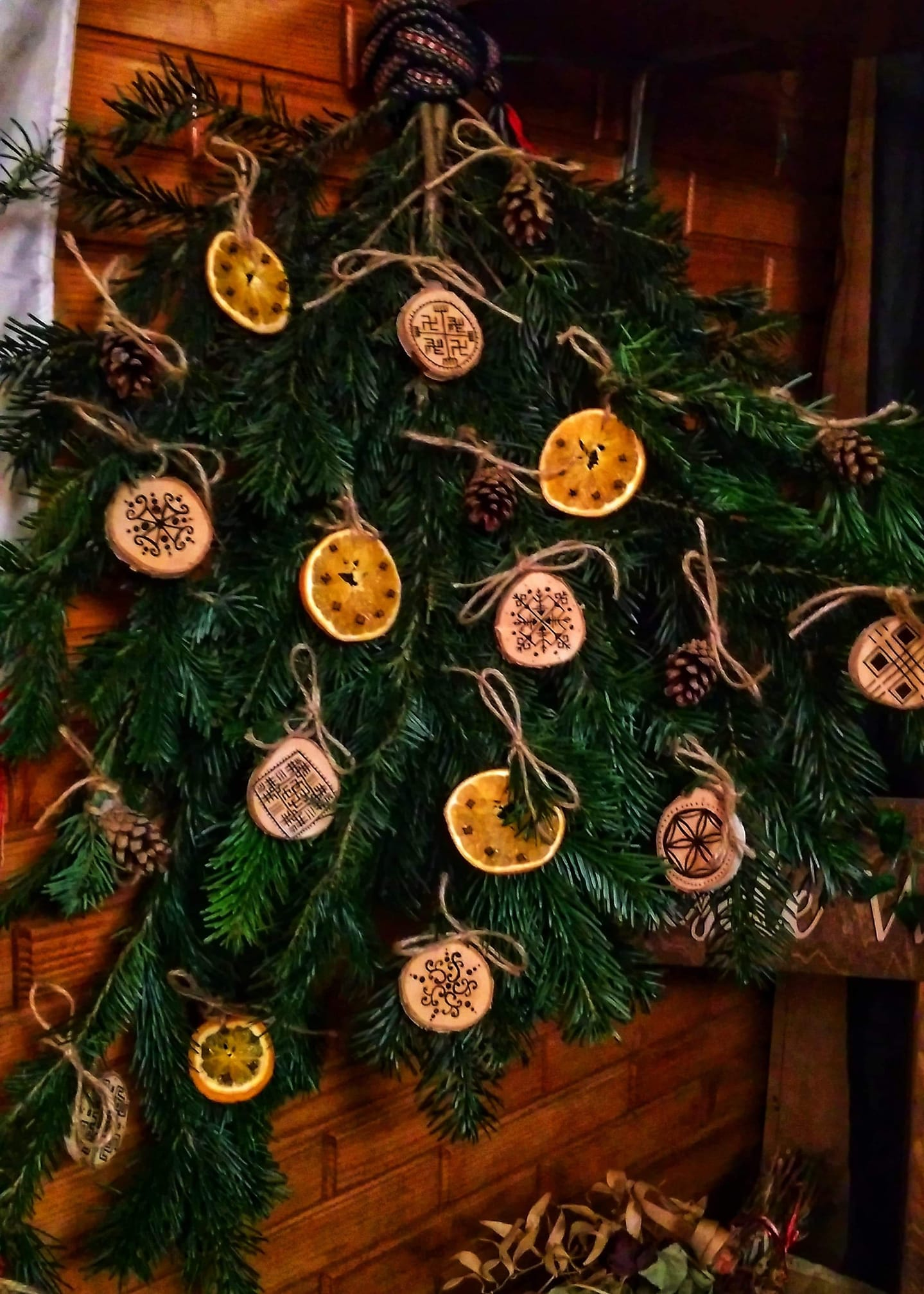